# 1217
Évszázadok: 12. század – 13. század – 14. század
Évtizedek: 1160-as évek – 1170-es évek – 1180-as évek – 1190-es évek – 1200-as évek – 1210-es évek – 1220-as évek – 1230-as évek – 1240-es évek – 1250-es évek – 1260-as évek
Évek: 1212 – 1213 – 1214 – 1215 –  1216 – 1217 – 1218 – 1219 – 1220 – 1221 – 1222

## Események

### Határozott dátumú események
- április 9. – III. Honoriusz pápa Courtenay Pétert konstantinápolyi latin császárrá koronázza Rómában.
- május 20. – A második lincolni csata, melyben az alig kilencéves III. Henrik pártjára visszatért rebellis bárók legyőzik az angol trónra ácsingózó Oroszlán Lajos francia trónörököst.[1]
- június 6. – A mindössze 14 éves I. Henrik kasztíliai király – egy tragikus balesetben – életét veszti, amikor egy lezuhanó tetőcserép agyonütötte.[2]
- augusztus 24. - A Sandwichi csatában a Hubert de Burgh vezette angol flotta legyőzi az Eustace vezette francia hajóhadat a La Manche-csatornában, Sandwich közelében.
- augusztus 30. – III. Ferdinánd kasztíliai király trónra lépése. (1230-tól León királya is, s 1252-ig uralkodik.)
- szeptember 21. – Szent Máté-napi csata a Kardtestvérek rendje és az észtek között.

### Határozatlan dátumú események
- az év első fele – A magyarországi johannita perjel és Sándor erdélyi prépost II. András követeiként szerződést kötnek a velencei dózséval, melynek révén a magyar király hajókat bérel a városállamtól, hogy seregét átszállíthassa a tengerentúlra.[3]
- szeptember – II. András keresztes hadával útra kel a Szentföldre[4]
- október – a keresztesek akkoni gyülekezőjével megkezdődik az ötödik keresztes hadjárat
- az év folyamán – 
  - Csák Ugrin tölti be a királyi kancellári tisztet.[5]
  - Nemanjics István szerb fejedelem királyi címet kap III. Honorius pápától.[6]
  - Dzsingisz kán serege elpusztítja a Kara-Kitaj-államot.
  - Haakon Sverresson király törvénytelen gyermeke, Haakon foglalja el a norvég trónt.[7]
  - III. Honoriusz pápa engedélyezi Christian missziós püspöknek, hogy keresztes hadat vezessen a poroszok ellen.[8]
  - Befejezik és felszentelik a zágrábi székesegyházat.[9]

## Születések
- II. Baldvin konstantinápolyi latin császár († 1273)
- Hülegü ilhán mongol vezér († 1265)
- I. János breton herceg

## Halálozások
- június 6. – I. Henrik kasztíliai király (* 1204)
- Lembitu észt vezér, a keresztesek elleni honvédelmi harc vezetője
- Péter győri püspök (* 1170 vagy 1175)